# Rau muối
Rau muối hay còn gọi là rau bụ muối, thổ kinh giới trắng (danh pháp khoa học: Chenopodium album) là loài thực vật có hoa thuộc họ Dền. Loài này được Carl von Linné mô tả khoa học đầu tiên năm 1753. Phân bổ của loài gần như khắp thế giới, đặc biệt là các vùng ôn đới và cận nhiệt đới từ độ cao 50 đến 4200m trên mực nước biển đều tìm thấy loài này, cây trưởng thành lúc ra hoa cao khoảng 30 - 70 cm, hoa thành từng chùm, mỗi hoa bao gồm nhiều hạt nhỏ thường mọc hoang ở nương rẫy bỏ hoang và ven đường.

## Sử dụng
Rau muối được sử dụng nhiều trong Đông y điều trị một số bệnh liên quan tới hệ tiêu hóa. Ngọn non làm thức ăn sau khi nấu chín. Lá có thế được dùng nhuộm quần áo. Rễ cây dùng làm chất tẩy rửa nhẹ.

## Hình ảnh

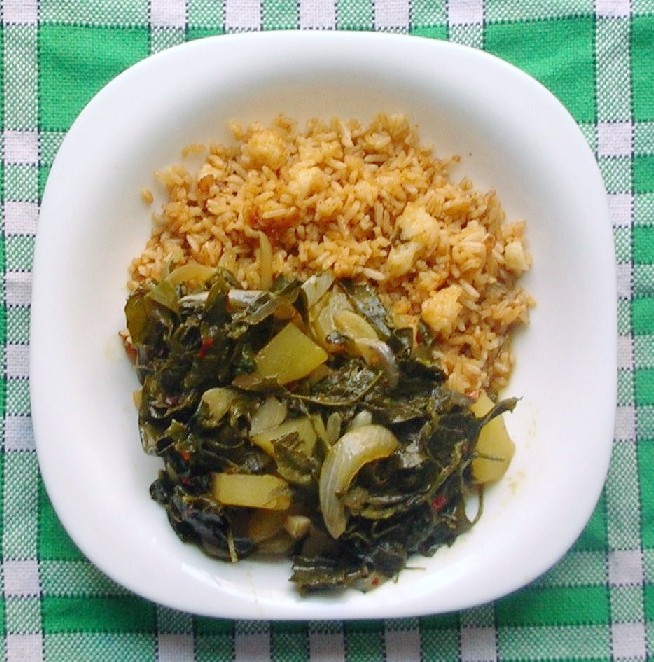
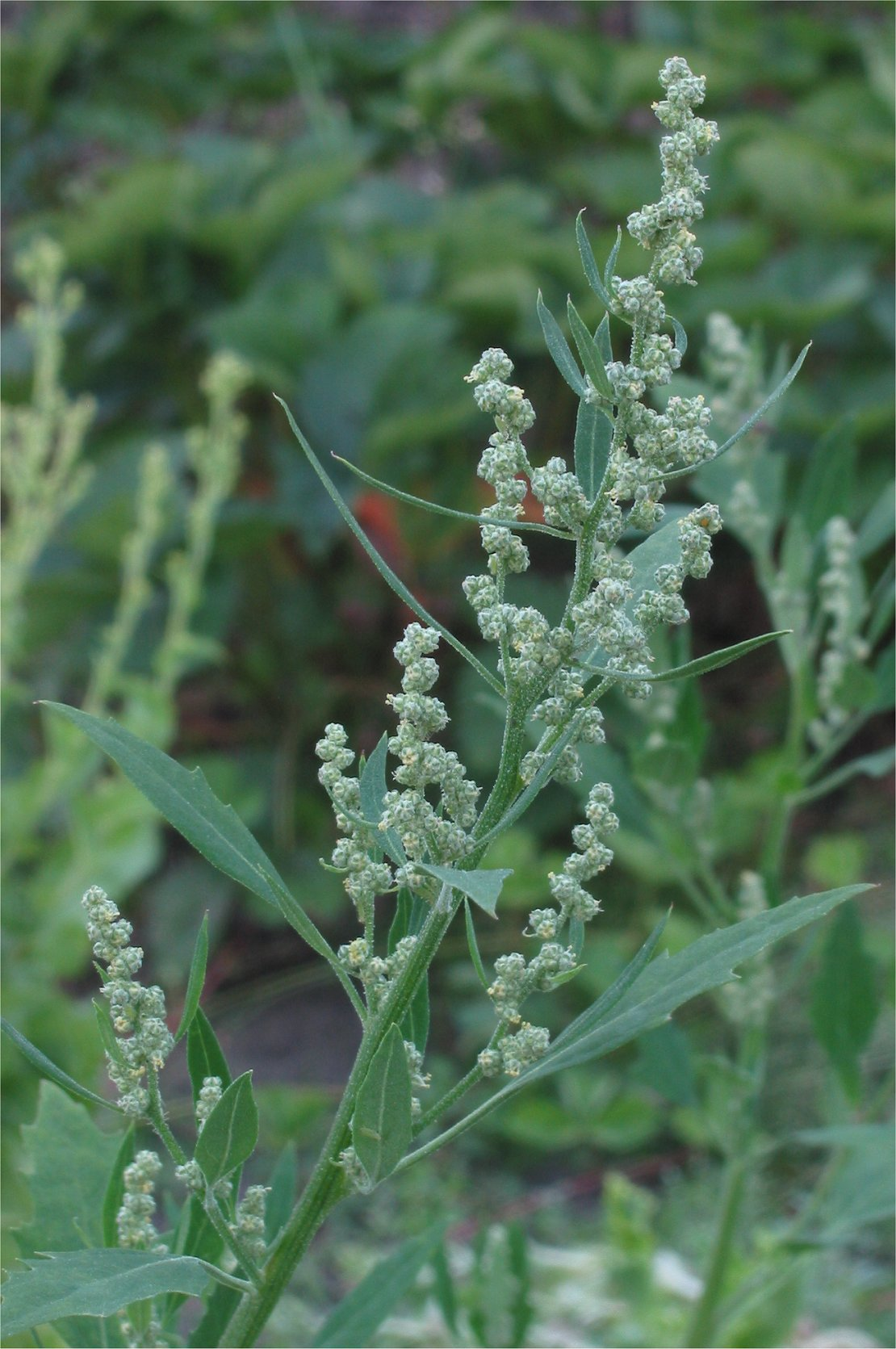
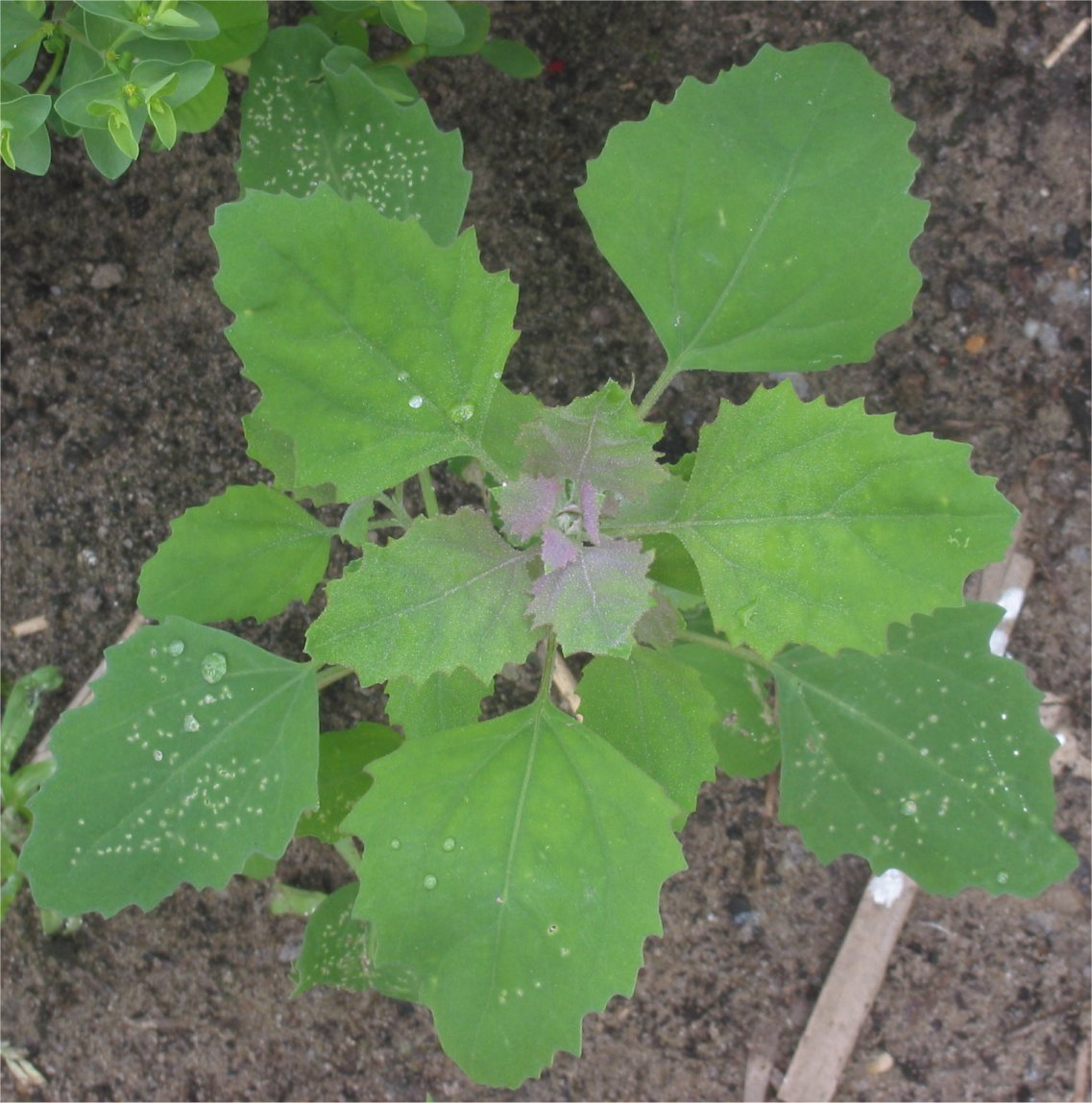
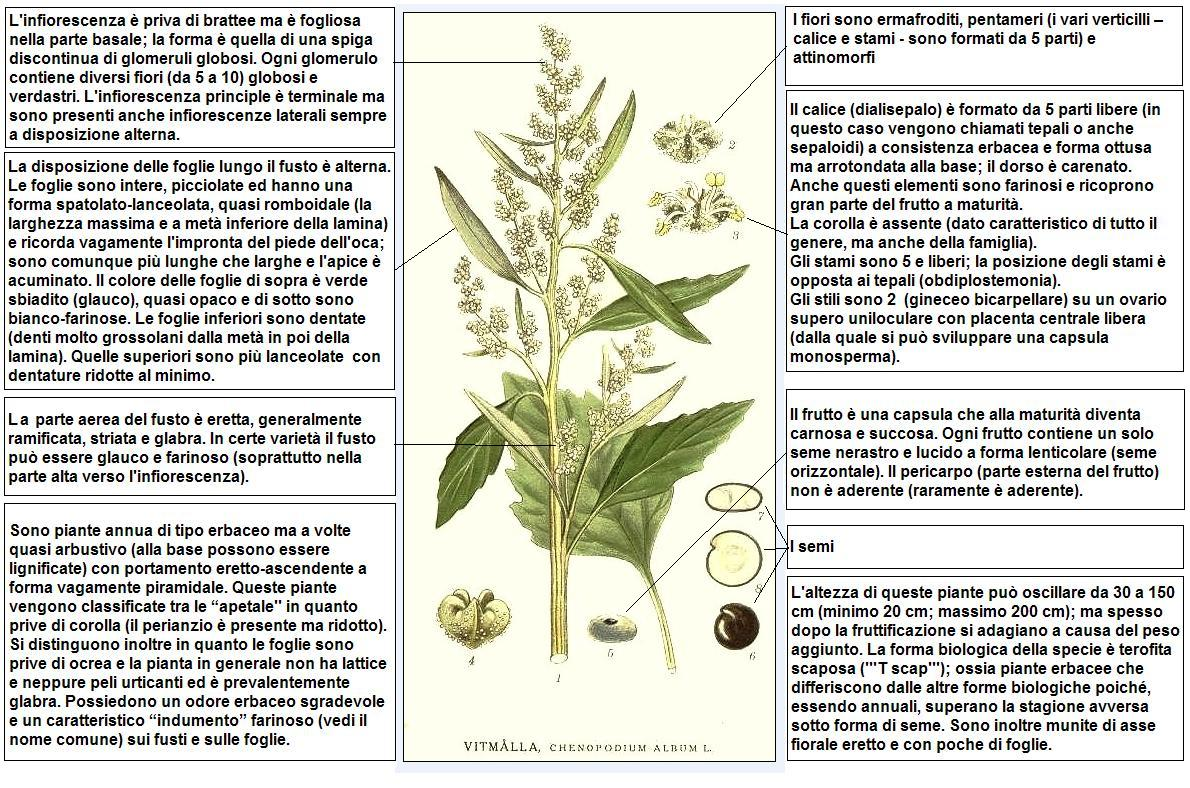
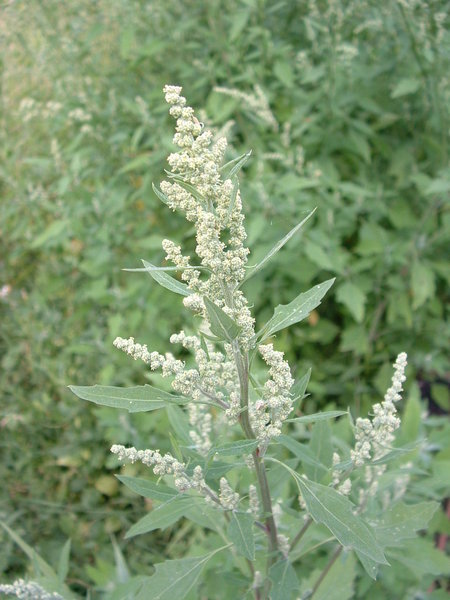